# Кукліновська Людмила Олегівна
Людмил́а Оле́гівна Кукліно́вська — українська веслувальниця на байдарках і каное, чемпіонка світу.

## З життєпису
Чемпіонка з веслування на байдарках і каное на II-х Європейських іграх.